# Hexadezimalzeit
Die Hexadezimalzeit ist eine Darstellung der Uhrzeit als Hexadezimalzahl im Intervall [0,1).
Dieser Zahlenwert gibt direkt an, welcher Teil des Tages bereits vergangen ist, identifiziert also die Mitternacht mit ,0000, Mittag mit ,8000 (ein Halb) und den Moment vor der nächsten Mitternacht mit ,FFFF (Fünfzehner-Periode; das was im Dezimalsystem die Neuner-Periode ist).
Eine solche Zeitrechnung mit sechzehn Stunden pro Tag wurde schon im Jahre 1863 vom schwedisch-amerikanischen Ingenieur John W. Nystrom (1825–1885) vorgeschlagen. In der Praxis der Zeitmessung konnte sich diese Darstellung gegenüber dem Sexagesimalsystem im Alltag und der Dezimalzeit in der Wissenschaft (Julianisches Datum) nicht durchsetzen.

## Zeitmessung

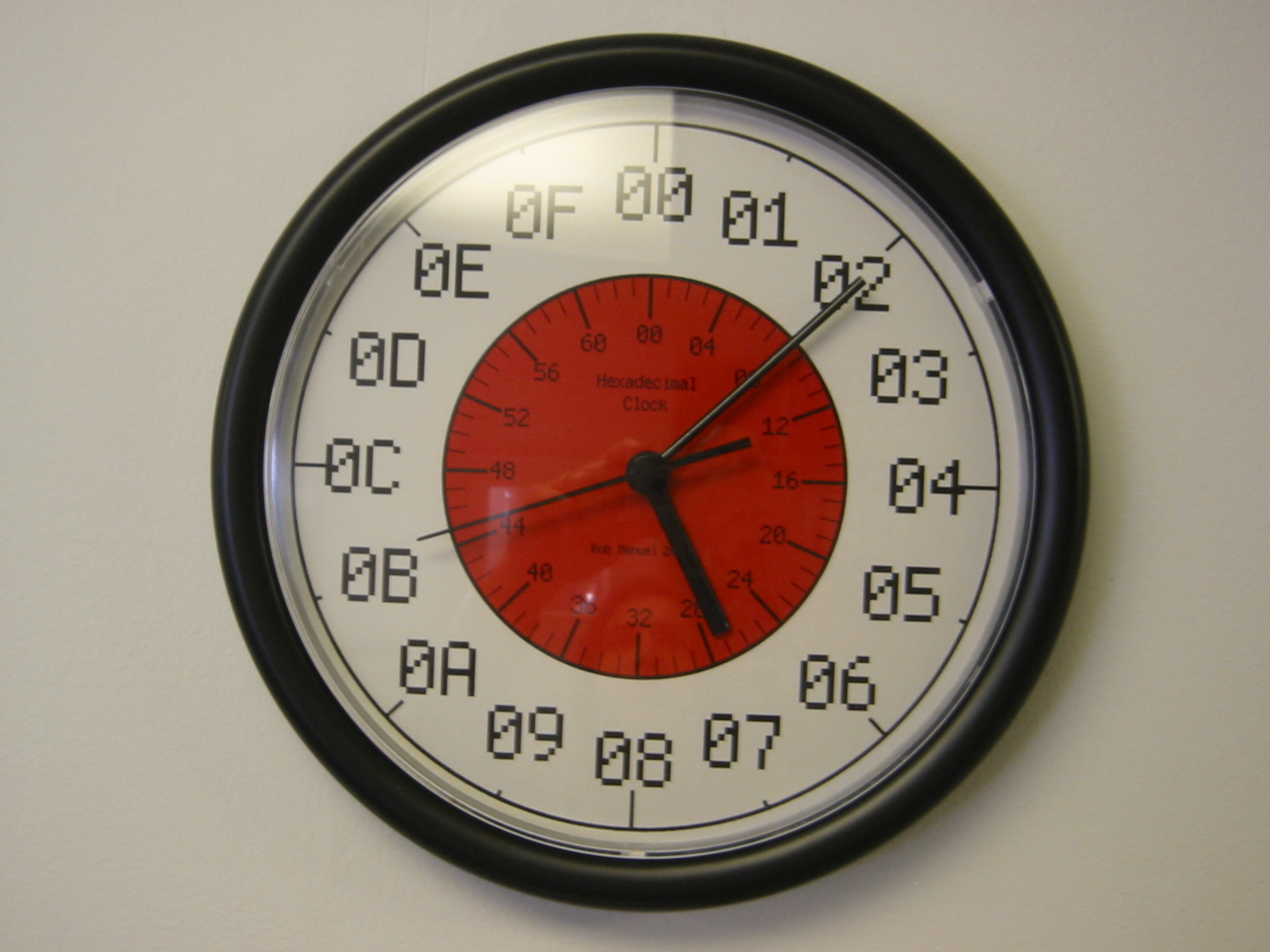
Hexadezimales Zifferblatt

Bei der Zeitmessung mit der Hexadezimalzeit wird der Tag in 10hex (= sechzehn) hexadezimale Stunden unterteilt. Jede dieser Stunden hat dann 100hex (= zweihundertsechsundfünfzig) hexadezimale Minuten und jede hexadezimale Minute 10hex (= sechzehn) hexadezimale Sekunden.
Diese Begriffe erleichtern den Vergleich mit der überlieferten Zeitangabe, sollten aber nicht darüber hinwegtäuschen, dass es sich einfach um die erste bis vierte Nachkommastelle einer Hexadezimalzahl handelt.
01:30:00 = ,1000 (1,5÷24 = 1÷16 = 0,1)

12:00:00 = ,8000 (12÷24 = 8÷16 = 0,8)

22:30:00 = ,F000 (22,5÷24 = 15÷16 = 0,F)
| 1 Tag                  |  | = |  | 1 | . | 0 | 0 | 0 | 0 |  | hex |  | = |  | 6 | 5 | . | 5 | 3 | 6 |  | hexsec |  | = |  | 24 h           |  |
| 1 hexadezimale Stunde  |  | = |  |   |   | 1 | 0 | 0 | 0 |  | hex |  | = |  |   | 4 | . | 0 | 9 | 6 |  | hexsec |  | = |  | 1 h 30 min     |  |
| 1 hexadezimale Maxime  |  | = |  |   |   |   | 1 | 0 | 0 |  | hex |  | = |  |   |   |   | 2 | 5 | 6 |  | hexsec |  | = |  | 5 min 37,5 sec |  |
| 1 hexadezimale Minute  |  | = |  |   |   |   |   | 1 | 0 |  | hex |  | = |  |   |   |   |   | 1 | 6 |  | hexsec |  | ≈ |  | 21,09 sec      |  |
| 1 hexadezimale Sekunde |  | = |  |   |   |   |   |   | 1 |  | hex |  | = |  |   |   |   |   |   | 1 |  | hexsec |  | ≈ |  | 1,32 sec       |  |